# 罗瀛
罗瀛（1973年1月—），北京人，满族，女性，中华人民共和国官员，中国国民党革命委员会成员，现任北京市延庆区副区长、第十三届全国人民代表大会北京地区代表。

## 生平
本科毕业于中国人民大学国民经济管理专业，1995年7月参加工作，历任中关村科技园区管委会产业发展促进处副处长、宣传处副处长、宣传处处长、产业发展促进处处长。2014年1月出任中关村科技园区管委会规划建设协调处处长。2016年9月交流提拔为延庆区副区长。
罗瀛2013年7月加入中国国民党革命委员会。2018年2月24日，当选为第十三届全国人大代表。